# Entoloma hochstetteri
Entoloma hochstetteri är en svampart som först beskrevs av Reichardt, och fick sitt nu gällande namn av G. Stev. 1962. Entoloma hochstetteri ingår i släktet Entoloma och familjen Entolomataceae.   Inga underarter finns listade i Catalogue of Life.

## Källor

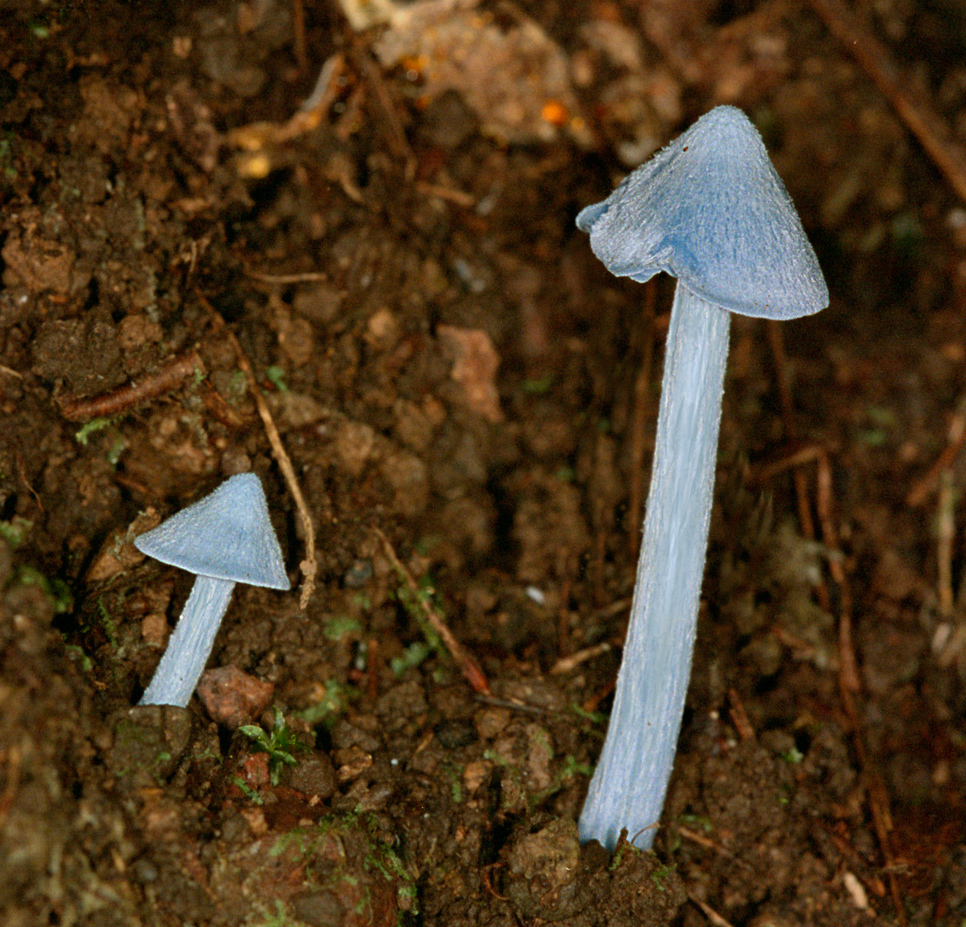
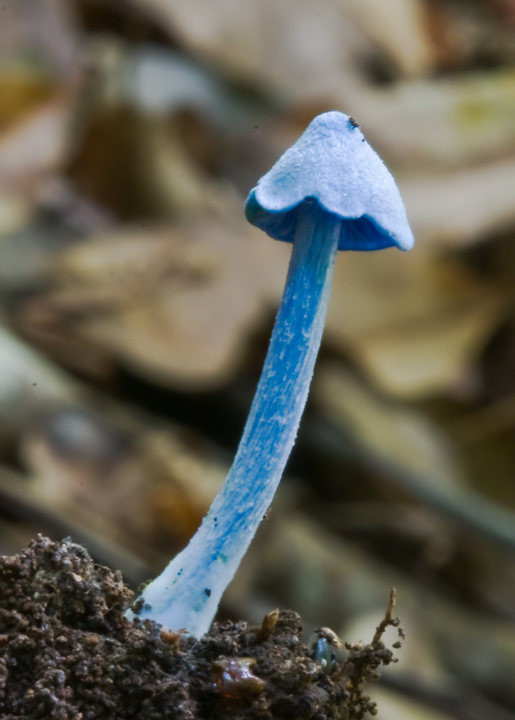
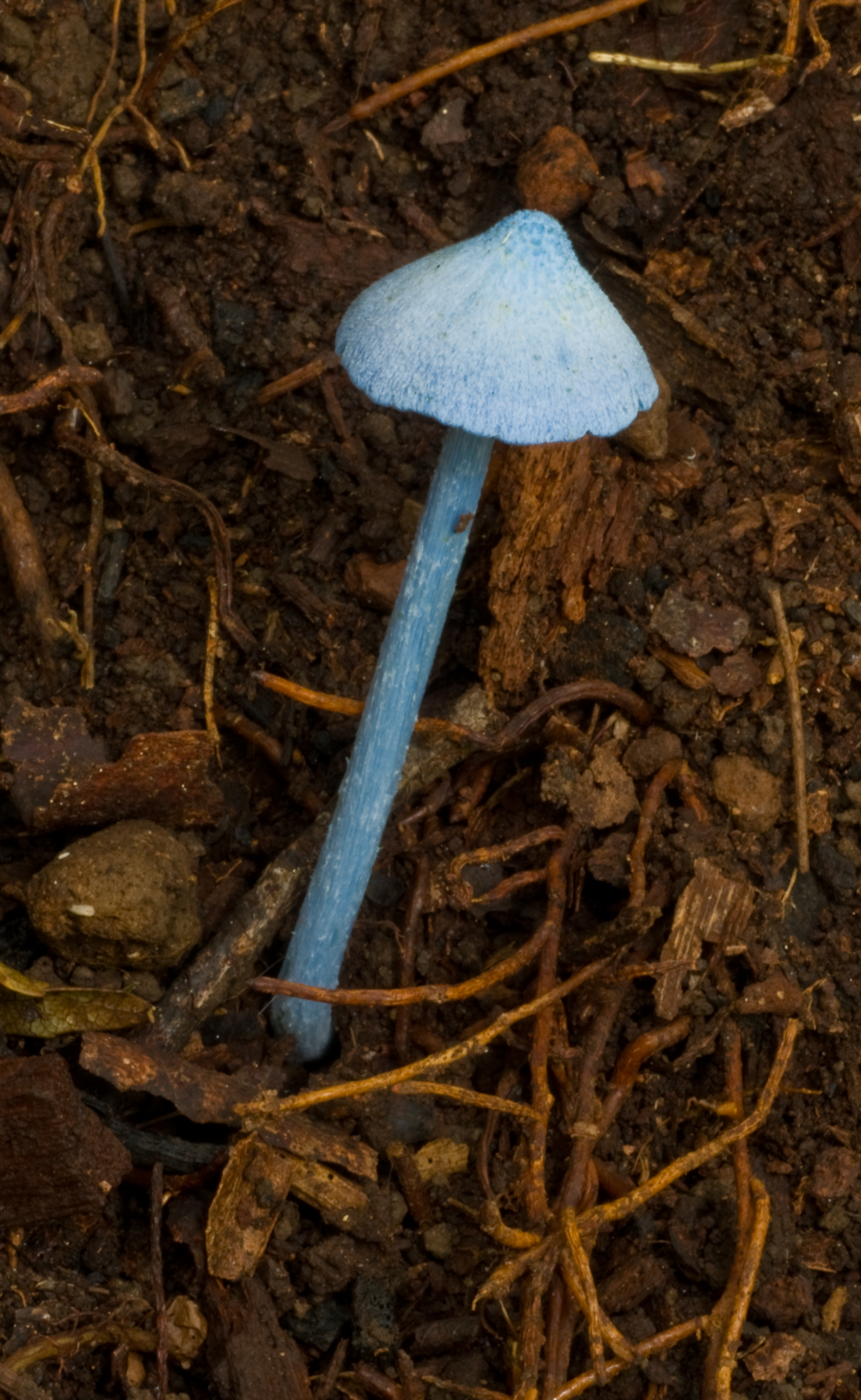
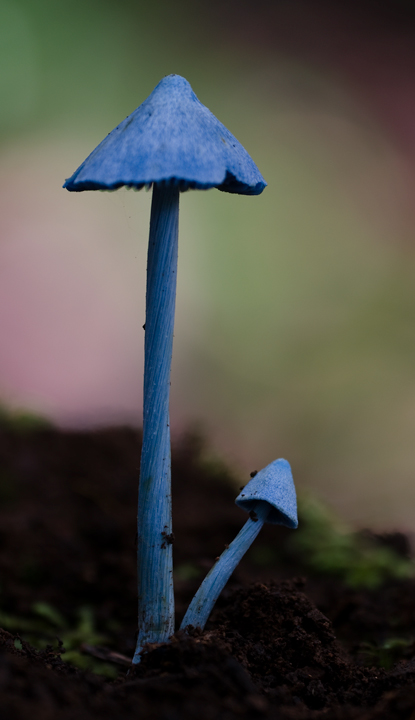
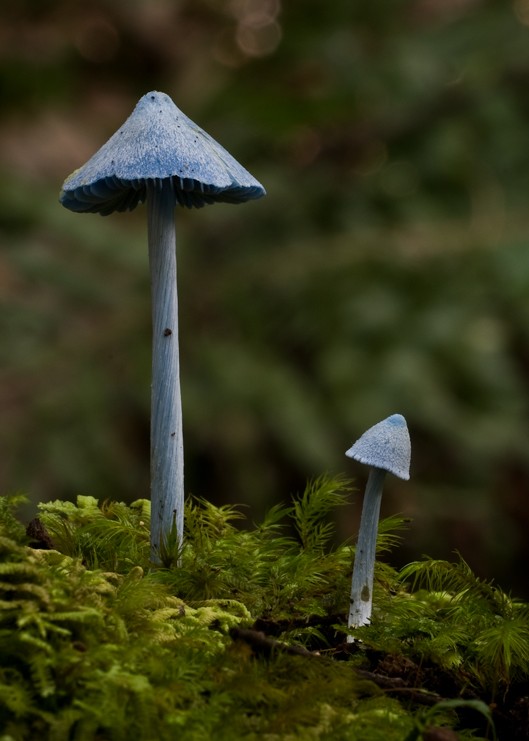
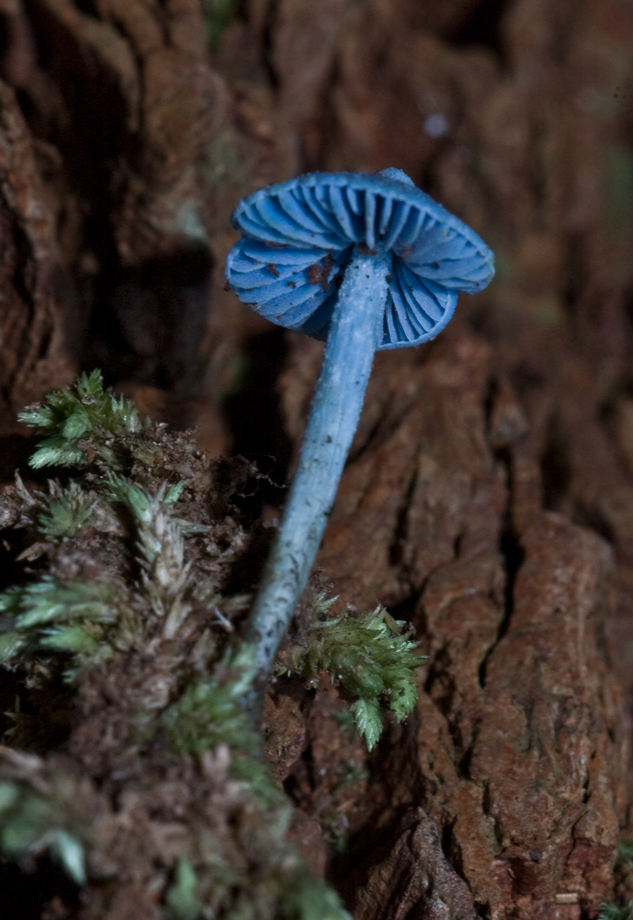